# Pohyb litosférických desek
Litosférické desky (taky tektonické) jsou součástí litosféry naší planety a jsou považovány za endogenní jev, neboť energii pro svůj pohyb berou v zemském jádře. Tento pohyb byl v minulosti jednoznačně dokázán německým vědcem Alfredem Wegenerem, který sestavil svou teorii kontinentálního driftu. Desky se pohybují většinou velmi pomalu, v řádu centimetrů ročně. V určitých případech se však mohou posunout velmi rychle, potom však mluvíme o zemětřesení.

## Typy pohybů

### Podél sebe
Desky se pohybují horizontálně podél zlomové linie a vytvářejí transformní rozhraní. Příkladem může být zlom San Andreas (Kalifornie).

### Proti sobě (konvergentní)
Desky se pohybují proti sobě a vytvářejí konvergentní rozhraní. Při tomto pohybu se buď jedna deska podsouvá pod druhou - většinou případ oceánské desky, která se podsouvá pod kontinentální desku (subdukce), vzniká subdukční zóna, ale může se i nadsouvat (obdukce), nebo se desky zapříčí (orogeneze). Při zapříčení desek probíhají horotvorné procesy (Himálaj - střet eurasijské desky s indickou deskou).

### Od sebe (divergentní)
Desky se od sebe vzdalují a vytvářejí divergentní rozhraní. Toto se nachází například na středooceánských hřbetech (Středoatlantský hřbet), či v aktivních zónách riftingu - Velké riftové údolí (Afrika).

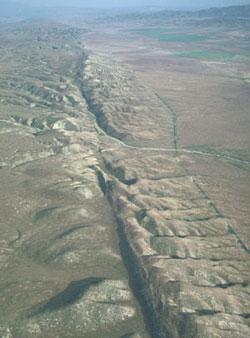
Zlom San Andreas
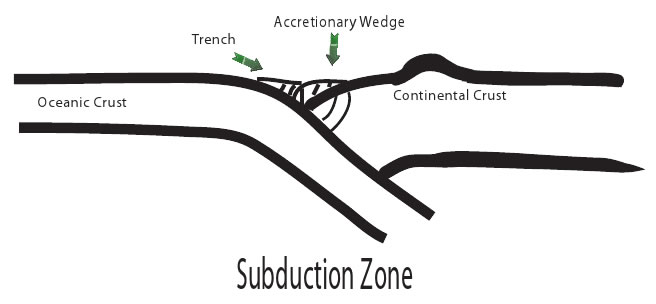
Subdukce
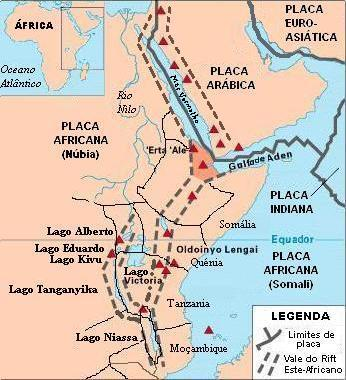
Velké riftové údolí (Afrika)

## Vyvolané jevy
Pohyby litosférických desek mohou vyvolat další jevy, jako například zemětřesení, sopečnou činnost, tsunami či horotvorné procesy. Zároveň se díky nim mění klima na jednotlivých kontinentech, neboť se posouvají přes různé podnebné pásy.
Pohyby zemské kůry (zmenšování, zvětšování Země)